# The Asylum
The Asylum – amerykański niezależny producent i dystrybutor filmowy, skupiający się na produkcjach niskobudżetowych, najczęściej przeznaczonych bezpośrednio na DVD. Studio znane jest z niskobudżetowych wersji hollywoodzkich hitów, które prasa amerykańska określiła terminem mockbuster (trawestacja słowa „blockbuster”, którą można przetłumaczyć jako „pseudoprzebój” bądź „niby-przebój”).

## Historia
Studio założone zostało w 1997 roku przez Davida Michaela Latta i Davida Rimawiego. Początkowo skupiło się na produkcji przeznaczonych bezpośrednio na rynek domowy filmów, głównie horrorów, jednakże nie mogło równać się z potentatami, jak chociażby Lions Gate Entertainment. W 2005 roku studio wyprodukowało niskobudżetową adaptację Wojny światów H.G. Wellsa, bazując na tym samym materiale, co film Stevena Spielberga. Blockbuster Inc., największa amerykańska sieć wypożyczalni video, zamówiła sto tysięcy kopii filmu The Asylum, zaś takie zainteresowanie filmem sprawiło, że Latt i Rimawi wiedzieli, jaki kierunek mają obrać.
The Asylum stało się znane w USA w 2007 roku, kiedy to tamtejsza prasa zaczęła odnotowywać podobieństwa między filmami studia a wielkimi kinowymi przebojami. Przykładowo film Transmorphers, pod wieloma względami zbliżony do Transformers, zadebiutował w kinach na dwa dni przed premierą filmu Michaela Baya. Latt stwierdził: „Nie zamierzam nikogo nabierać, po prostu staram się zrobić wszystko, aby ludzie oglądali moje filmy. Inni robią to cały czas, tyle że są bardziej subtelni. Inne studio może zrobić podobny do Transformers film o wielkich robotach i nazwać go Robot Wars, my nazwaliśmy nasz „Transmorphers”.
W 2008 roku studio 20th Century Fox zagroziło The Asylum procesem sądowym, czego przyczyną był film Dzień, w którym Ziemia zamarła, nawiązujący do remake’u Dnia, w którym zatrzymała się Ziemia.

## Produkcje
Produkcje studia przez prasę amerykańską nazywane są filmami klasy B bądź mockbusterami. Latt stwierdził, że woli, aby filmy The Asylum nazywać „krewniakami” (ang. tie-in), bo chociaż nawiązują do przebojów kinowych, opowiadają inne historie. Filmy studia zazwyczaj pojawiają się na DVD na kilka dni przed premierą kinową filmu, do którego nawiązują, zaś główną formą ich promocji jest marketing szeptany.
The Asylum produkuje również filmy, w których silnie zaakcentowane są motywy religijne. Powstały w 2007 roku film katastroficzny Apokalipsa stworzony został w stylu Dnia zagłady, jednakże – według słów Latta – część widzów oczekiwała filmu religijnego, w wyniku czego firma skonsultowała się z księżmi i rabinami, aby odpowiednio opracować takie elementy. Od tego czasu przy The Asylum działa Faith Films, współpracujące z wytwórnią przy filmach, w których pojawia się tematyka religijna.
Produkowane przez studio filmy bywają bardziej wulgarne od swoich wysokobudżetowych „krewniaków”, ponieważ The Asylum nie zabiega u MPAA o przyznanie im kategorii PG-13 (duże studia starają się uzyskać niższe ograniczenie wiekowe, co przekłada się na większą liczbę widzów i większe przychody). Rolf Potts, dziennikarz „The New York Times”, opisuje Transmorphers jako film „bez znanych aktorów, z beznadziejnym montażem dźwięku, tandetnymi efektami specjalnymi i wciśniętymi w fabułę lesbijkami”.
W niektórych filmach The Asylum pojawiają się znane osoby, jak np. w filmie Wyścig śmierci z 2008 roku, gdzie główne role zagrali wrestler Scott Levy oraz hiphopowy duet Insane Clown Posse.
W Polsce filmy studia początkowo dystrybuowane były przez IDG Poland w różnych seriach magazynu „Kino Domowe”, obecnie dostępne są w niektórych serwisach VOD (m.in. ipla) oraz emitowane przez TV Puls.

## Filmografia
| Rok  | Tytuł                                         | Reżyser                     | Mockbuster filmu                               |
| ---- | --------------------------------------------- | --------------------------- | ---------------------------------------------- |
| 1999 | Bellyfruit                                    | Kerri Green                 |                                                |
| 2001 | Kwartet                                       | Mike Binder                 |                                                |
| 2004 | Vampires vs. Zombies                          | Vince D’Amato               | Freddy kontra Jason                            |
| 2005 | H.G. Wells: Wojna światów                     | David Michael Latt          | Wojna światów                                  |
| 2005 | Król zaginionego świata                       | Leigh Scott                 | King Kong                                      |
| 2006 | Węże w pociągu                                | Peter Mervis                | Węże w samolocie                               |
| 2006 | Skarb da Vinci                                | Peter Mervis                | Kod da Vinci                                   |
| 2006 | When a Killer Calls                           | Peter Mervis                | Kiedy dzwoni nieznajomy                        |
| 2006 | 666: The Child                                | Jack Perez                  | Omen                                           |
| 2006 | Noc Halloween                                 | Mark Atkins                 |                                                |
| 2006 | Piraci z wyspy skarbów                        | Leigh Scott                 | Piraci z Karaibów: Skrzynia umarlaka           |
| 2006 | Hillside Cannibals                            | Leigh Scott                 | Wzgórza mają oczy                              |
| 2006 | The 9/11 Commission Report                    | Leigh Scott                 | Lot 93 i World Trade Center                    |
| 2006 | Dragon                                        | Leigh Scott                 | Eragon                                         |
| 2007 | Transmorphers                                 | Leigh Scott                 | Transformers                                   |
| 2007 | The Hitchhiker                                | Leigh Scott                 | Autostopowicz                                  |
| 2007 | AVH: Alien vs. Hunter                         | Scott Harper                | Obcy kontra Predator 2                         |
| 2007 | Apokalipsa                                    | Justin Jones                |                                                |
| 2007 | Inwazja zabójczych klonów                     | Justin Jones                | Inwazja                                        |
| 2007 | 30 000 mil podmorskiej żeglugi                | Gabriel Bologna             |                                                |
| 2007 | Ostatni żywy człowiek                         | Griff Furst                 | Jestem legendą                                 |
| 2008 | 100 milionów lat przed naszą erą              | Griff Furst                 | 10 000 BC: Prehistoryczna legenda              |
| 2008 | 2012: Koniec świata                           | Nick Everhart               | 2012                                           |
| 2008 | Allan Quatermain and the Temple of Skulls     | Mark Atkins                 | Indiana Jones i królestwo kryształowej czaszki |
| 2008 | Wyścig śmierci                                | Roy Knyrim                  | Death Race: Wyścig śmierci                     |
| 2008 | Podróż do wnętrza Ziemi                       | Scott Wheeler i David Jones | Podróż do wnętrza Ziemi                        |
| 2008 | Monster                                       | Eric Forsberg               | Projekt Monster                                |
| 2008 | Street Racer                                  | Teo Konuralp                | Szybcy i wściekli: Tokio Drift                 |
| 2008 | Sunday School Musical                         | Rachel Lee Goldenberg       | High School Musical 3: Ostatnia klasa          |
| 2008 | Dzień, w którym Ziemia zamarła                | C. Thomas Howell            | Dzień, w którym zatrzymała się Ziemia          |
| 2008 | Wojna światów 2                               | C. Thomas Howell            |                                                |
| 2009 | Zapomniany ląd                                | C. Thomas Howell            | Zaginiony ląd                                  |
| 2009 | Megaszczęki kontra megamacki                  | Ace Hannah                  |                                                |
| 2009 | 18-Year-Old Virgin                            | Tamara Olson                |                                                |
| 2009 | Sex Pot                                       | Eric Forsberg               |                                                |
| 2009 | Księżniczka Marsa                             | Mark Atkins                 | Avatar                                         |
| 2009 | Haunting of Winchester House                  | Mark Atkins                 | Udręczeni                                      |
| 2009 | The Terminators                               | Xavier Puslowski            | Terminator: Ocalenie                           |
| 2009 | Transmorphers: Fall of Man                    | Scott Wheeler               | Transformers: Zemsta upadłych                  |
| 2009 | 2012: Supernowa                               | Anthony Fankhauser          | 2012                                           |
| 2009 | Paranormal Entity                             | Shane Van Dyke              | Paranormal Activity                            |
| 2010 | 6 Guns                                        | Shane Van Dyke              | Jonah Hex                                      |
| 2010 | Titanic II                                    | Shane Van Dyke              |                                                |
| 2010 | Siedem przygód Sindbada                       | Adam Silver, Ben Hayflick   | Książę Persji: Piaski czasu                    |
| 2010 | 8213: Gacy House                              | Anthony Fankhauser          | Paranormal Activity 2                          |
| 2010 | Megapirania                                   | Eric Forsberg               | Pirania 3D                                     |
| 2010 | Sherlock Holmes                               | Rachel Lee Goldenberg       | Sherlock Holmes                                |
| 2010 | MILF                                          | Scott Wheeler               |                                                |
| 2010 | Moby Dick                                     | Trey Stokes                 |                                                |
| 2010 | Megarekin kontra krokozaurus                  | Christopher Ray             |                                                |
| 2011 | Thor wszechmogący                             | Christopher Ray             | Thor                                           |
| 2011 | Anneliese: The Exorcist Tapes                 | Jude Gerard Prest           | Paranormal Activity 3                          |
| 2011 | Bitwa o Los Angeles                           | Mark Atkins                 | Inwazja: Bitwa o Los Angeles                   |
| 2011 | Współcześni muszkieterowie                    | Cole McKay                  | Trzej muszkieterowie                           |
| 2011 | 200 mph                                       | Cole McKay                  | Szybcy i wściekli                              |
| 2011 | 11/11/11                                      | Keith Allen                 | 11:11:11: Liczba przeznaczenia                 |
| 2011 | Wyjątkowe urodziny                            | Jose Montesinos             |                                                |
| 2011 | The Amityville Haunting                       | George Meed                 |                                                |
| 2011 | Zombie Apocalypse                             | Nick Lyon                   |                                                |
| 2011 | Megapyton kontra gatoroid                     | Mary Lambert                |                                                |
| 2011 | Princess and the Pony                         | Rachel Lee Goldenberg       |                                                |
| 2012 | Śnieżka i pierścień śmierci                   | Rachel Lee Goldenberg       | Królewna Śnieżka i łowca i Królewna Śnieżka    |
| 2012 | Dwugłowy rekin atakuje                        | Christopher Ray             |                                                |
| 2012 | Bikini Spring Break                           | Jared Cohn                  | Spring Breakers                                |
| 2012 | Hold Your Breath                              | Jared Cohn                  |                                                |
| 2012 | Abraham Lincoln kontra zombie                 | Richard Schenkman           | Abraham Lincoln: Łowca wampirów                |
| 2012 | Obcy: Początek                                | Mark Atkins                 | Prometeusz                                     |
| 2012 | 100 Ghost Street: The Return of Richard Speck | Martin Anderson             | Paranormal Activity 4                          |
| 2012 | Ostatnia misja USS Iowa                       | Thunder Levin               | Battleship: Bitwa o Ziemię                     |
| 2012 | Era hobbitów                                  | Joseph Lawson               | Hobbit: Niezwykła podróż                       |
| 2012 | Nazis at the Center of the Earth              | Joseph Lawson               | Iron Sky                                       |
| 2012 | Rise of the Zombies                           | Nick Lyon                   |                                                |
| 2013 | AE: Apocalypse Earth                          | Thunder Levin               | 1000 lat po Ziemi i Niepamięć                  |
| 2013 | Atlantic Rim                                  | Jared Cohn                  | Pacific Rim                                    |
| 2013 | Hansel & Gretel                               | Anthony Ferrante            | Hansel i Gretel: Łowcy czarownic               |
| 2013 | Rekinado                                      | Anthony Ferrante            |                                                |
| 2013 | Jack the Giant Killer                         | Mark Atkins                 | Jack pogromca olbrzymów                        |
| 2013 | Bone Alone                                    | Joseph J. Lawson            | Kevin sam w domu                               |
| 2013 | 13/13/13                                      | James Cullen Bressack       |                                                |